# Kaplica Świętego Rocha w Krościenku nad Dunajcem
Kaplica Świętego Rocha w Krościenku nad Dunajcem – kaplica w Krościenku nad Dunajcem, przy ulicy Trzech Koron, na tzw. Ptaszkowej Górce. Najstarsza kaplica w Krościenku.

## Historia
W 1710 roku epidemia dżumy zdziesiątkowała ludność południowej Małopolski. Po ustąpieniu zagrożenia ocalała ludność Krościenka podjęła trud wybudowania murowanej kaplicy, wierząc w opiekę i wstawiennictwo wielkiego pogromcy zarazy, Świętego Rocha. 
Budowa kaplicy została zainicjowana przez długoletniego proboszcza Krościenka ks. Floriana Wróblewskiego (był proboszczem od 1695 roku do 1725 roku). Budowa trwała 13 lat, przerywana epizodami III wojny północnej oraz klęską głodu, jaka nawiedziła Polskę w latach 1713–1715.  
Kolejne informacje o kaplicy pochodzą z protokołu wizytacyjnego z 1723 roku, w którym wspomniano o konieczności budowy nowego ołtarza. 
Poświęcenie kaplicy nastąpiło 16 października 1723 roku. W 1834 roku przeprowadzono jej pierwszy remont, a gruntowna restauracja kaplicy wykonana była w 1875 roku. Kolejny remont, planowany w 1914 roku, uniemożliwił wybuch I wojny światowej.
Napis na tablicy na ścianie kaplicy głosi (dodano interpunkcję):

Kaplica wotywna na Ptaszkowej pod wezwaniem Świętego Rocha patrona chorych i cierpiących zbudowana w latach 1710–1723 dla odwrócenia zarazy dżumy. Wnętrze kaplicy: obraz w stylu chłopskiego baroku wstawiony w 1865 r. W środku obraz św. Rocha datowany na 1865 r. Po lewej św. Sebastian, po prawej św. Wawrzyniec. Na bramkach: po lewej św. Franciszek z Asyżu, patron ubogich, po prawej św. Dominik. Żyrandol wykonał w 1991 r. Z. Chmielikowski z Ptaszkowej. Zewnątrz krucyfiks wykonał w 1985 r. A. Wolski z Ptaszkowej.

## Stan dzisiejszy
Kaplica jest murowana z kamienia i otynkowana. Ma prostokątną podstawę i absydalne zaokrąglenie. Dach i czworoboczna wieżyczka na sygnaturkę z hełmem baniastym, pokrytym blachą. Posiada 3 małe okna. Wejście jest od zachodu (a ulica Trzech Koron mija kapliczkę od wschodu), przed wejściem – 3 małe stopnie. 
Boczne, wewnętrzne ściany pozbawione są jakichkolwiek polichromii. Zawieszone są na nich obrazy Najświętszego Serca Jezusa i Matki Boskiej oraz prosty cykl Drogi Krzyżowej.
Kaplicę otaczają dość ciasno kilkudziesięcioletnie jesiony, chroniąc ją od wiatru i uderzeń piorunów.

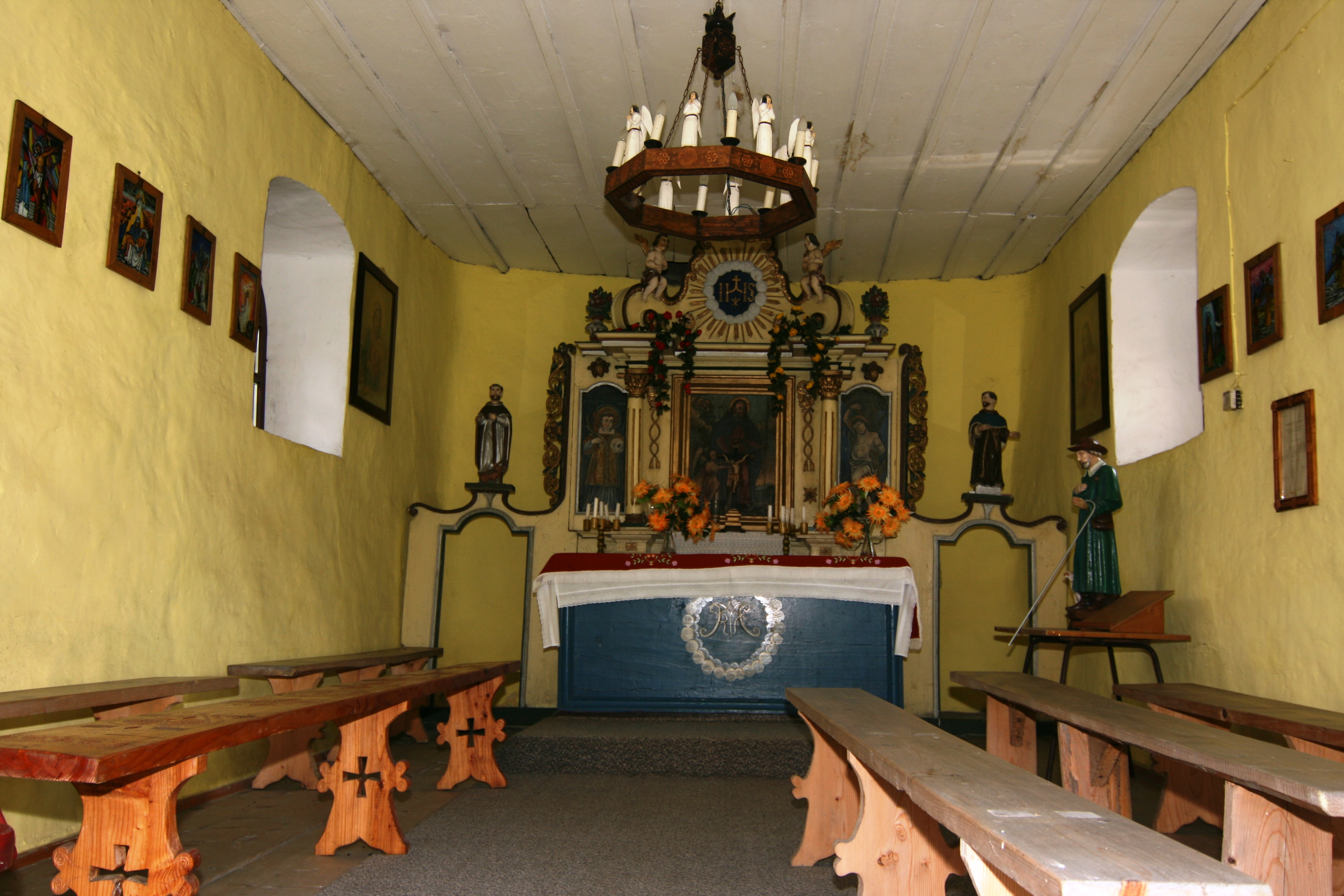
Wnętrze kaplicy